# Воля-Зофйовська
Воля-Зофйовська (пол. Wola Zofiowska) — село в Польщі, у гміні Ґнойно Буського повіту Свентокшиського воєводства.
Населення — 112 осіб (2011).
У 1975-1998 роках село належало до Келецького воєводства.

## Демографія
Демографічна структура на день 31 березня 2011 року:
|          | Загалом | Допрацездатний вік | Працездатний вік | Постпрацездатний вік |
| -------- | ------- | ------------------ | ---------------- | -------------------- |
| Чоловіки | 53      | 4                  | 40               | 9                    |
| Жінки    | 59      | 18                 | 28               | 13                   |
| Разом    | 112     | 22                 | 68               | 22                   |